# Región Ciénega
La región Ciénega es una de las 12 regiones en las que se divide el estado mexicano de Jalisco, ubicada en el este del mismo. Se divide en 9 municipios, cuya ciudad más poblada es Ocotlán.
En esta región se sitúan el corredor industrial; cultivos de cártamo, trigo y maíz; así como la industria mueblera, ganadera, piscícola y turística. Con un gran crecimiento poblacional, tiene una población de más de 422 mil habitantes.

## Municipios
La región Ciénega se encuentra conformada por nueve municipios.
| Municipio          | Población (2020) | Cabecera           |
| ------------------ | ---------------- | ------------------ |
| Atotonilco el Alto | 64 009           | Atotonilco el Alto |
| Ayotlán            | 41 552           | Ayotlán            |
| Degollado          | 21 226           | Degollado          |
| Jamay              | 24 894           | Jamay              |
| La Barca           | 67 937           | La Barca           |
| Ocotlán            | 106 050          | Ocotlán            |
| Poncitlán          | 53 659           | Poncitlán          |
| Tototlán           | 23 573           | Tototlán           |
| Zapotlán del Rey   | 19 279           | Zapotlán del Rey   |

## Historia
Esta región fue habitada por los tarascos, quienes ya en 1528 tenían esa zona en cierta forma consolidada. La conquista llegó de la mano de Nuño Beltrán aproximadamente en 1530. Luego en 1551, se le dio el cuidado de parte de esa región a Andrés de Villanueva.
Entre 1837 y 1895, estuvieron en cargo el departamento de Tepatitlán (al que pertenecieron municipios como Zapotlán del Rey), el distrito de La Barca, el departamento de Atotonilco y el de Ocotlán. Tiempo después se consolidaron cada uno como municipios.

## Costumbres
Las costumbres purépechas siguen presentes en el colectivo general, siendo notablemente influenciadas por la religión católica (que fue introducida por los franciscanos), dando esto como resultado fiestas y celebraciones, muchas de carácter religioso, pero fusionadas con la cultura tarasca.